# 艾拉·薩克斯
艾拉·薩克斯（英語：Ira Sachs，1965年11月21日—）是美國電影導演。

## 生平
艾拉·薩克斯出生於田納西州的猶太家庭。2012年後，他開始受到歐陸電影界注意，《為你流的淚》、《愛，不散》、《有你的布魯克林》連續三部作品皆在柏林影展電影大觀單元中作國際首映，並以《為你流的淚》獲得泰迪熊獎。在法國電影雜誌《電影筆記》公布的年度十大佳片裡，他曾有兩部片入選，分別是《為你流的淚》（2012年第10名）與《愛，不散》（2014年第8名）。
2019年，他完成第七部劇情長片《仲夏家庭絮語》，該片具有法國、葡萄牙資金，由法國演員伊莎貝·雨蓓主演，並於葡萄牙拍攝；該片也讓他首度進入第72屆坎城影展正式競賽單元。

### 私人生活
艾拉·薩克斯是男同志，他曾表示《為你流的淚》是他的半自傳電影；2012年1月，就在代理孕母產下雙胞胎前幾天，他與藝術家Boris Torres於紐約市登記結婚。

## 電影作品

### 劇情長片
- 1996年：《少男情狂（英语：The Delta (film)）》（The Delta）
- 2005年：《藍色的四十道陰影》（Forty Shades of Blue）
- 2007年：《第四者（英语：Married Life (2007 film)）》（Married Life）
- 2012年：《為你流的淚》（Keep the Lights On）
- 2014年：《愛，不散》（Love Is Strange）
- 2016年：《有你的布魯克林（英语：Little Men (2016 film)）》（Little Men）
- 2019年：《仲夏家庭絮語（英语：Frankie (2019 film)）》（Frankie）
- 2023年：《愛情轉移（英语：Passages (2023 film)）》（Passages）
- 2025年：《胡加爾的一天》（Peter Hujar's Day）

## 外部連結
- 艾拉·薩克斯在互联网电影资料库（IMDb）上的資料（英文）